# Clasificación de Niza
La Clasificación Internacional de Bienes y Servicios, conocida como Clasificación de Niza, es un sistema de clasificación de bienes y servicios con el fin de registrar marcas, establecido por el Arreglo de Niza de 1957.Desde 1963 y hasta 2012, la clasificación se actualizaba cada cinco años, sin embargo, desde 2013 la revisión y publicación es anual, entrando en vigor el 1 de enero siguiente a su publicación. Hasta diciembre de 2023, el sistema agrupa los productos y servicios registrables en 45 clases (las clases 1 a 34 incluyen bienes y las clases 35 a 45 abarcan servicios) y permite a los usuarios que desean registrar un bien o servicio elegir de estas clases según corresponda. Dado que el sistema está reconocido en numerosos países, esto hace que la solicitud de marcas a nivel internacional sea un proceso más ágil. El sistema de clasificación lo establece y revisa la Organización Mundial de la Propiedad Intelectual (OMPI).

## Historia de la Clasificación de Niza
La Clasificación de Niza fue establecida en un tratado multilateral denominado Arreglo de Niza Relativo a la Clasificación Internacional de Productos y Servicios para el Registro de las Marcas, adoptado el 15 de junio de 1957 en Niza, Francia, el cual entró en vigor el 8 de abril de 1961. El acuerdo ha sido revisado en Estocolmo en 1967 y en Ginebra en 1977, y modificado en 1979. El Acuerdo de Niza está abierto para firma a cualquier estado que sea parte en el Convenio de París para la Protección de la Propiedad Industrial. El Acuerdo es administrado por Organización Mundial de la Propiedad Intelectual (OMPI).
El objetivo del arreglo fue generar un sistema de clasificación de bienes y servicios que pudiera ser utilizado por el mayor número posible de países, a fin de promover la coherencia en la clasificación de marcas en las oficinas nacionales de registro marcario y facilitar el registro internacional de marcas.

## Estados contratantes
Hasta julio de 2023, el Acuerdo de Niza poseía 93 estados contratantes,de los cuales, 33 han ratificado o se han adherido al Acta de Estocolmo (1967); mientras que 89 de ellos han hecho lo propio con el Acta de Ginebra (1977).

## Solicitud
Las oficinas de patentes de los países signatarios del Acuerdo de Niza acuerdan emplear los códigos de clasificación designados en sus documentos y publicaciones oficiales.

## Actualización del tratado
La Clasificación de Niza es revisada continuamente por un Comité de Expertos, cuyos miembros son representativos de todos los Estados miembros del Arreglo de Niza. Se realiza y se publica una vez al año desde 2013 y entra en vigor el 1 de enero del año siguiente. La reunión más reciente del Comité de Expertos se llevó a cabo fue la 33a. y se llevó a cabo del 1 de mayo al 5 de mayo de 2023 en Ginebra, Suiza. La reunión de 2024 está programada para llevarse a cabo del 22 de abril a 26 de abril de 2024.

## Lista de Clases (12ª edición, 2023)
En su versión decimosegunda, actualizada a diciembre de 2023, la clasificación de Niza comprende 45 categorías, de las cuales 34 comprenden bienes y las restantes 11 a servicios.
Bienes
Clase 1. Productos químicos para la industria, la ciencia y la fotografía, así como para la agricultura, la horticultura y la silvicultura; resinas artificiales en bruto, materias plásticas en bruto; compuestos para la extinción de incendios y la prevención de incendios; preparaciones para templar y soldar metales; sustancias para curtir cueros y pieles de animales; adhesivos (pegamentos) para la industria; masillas y otras materias de relleno en pasta; composta, abonos, fertilizantes; preparaciones biológicas para la industria y la ciencia.
Clase 2. Pinturas, barnices, lacas; productos contra la herrumbre y el deterioro de la madera; colorantes, tintes; tintas de imprenta, tintas de marcado y tintas de grabado; resinas naturales en bruto; metales en hojas y en polvo para la pintura, la decoración, la imprenta y trabajos artísticos.
Clase 3. Productos cosméticos y preparaciones de tocador no medicinales; dentífricos no medicinales; productos de perfumería, aceites esenciales; preparaciones para blanquear y otras sustancias para lavar la ropa; preparaciones para limpiar, pulir, fregar y raspar.
Clase 4. Aceites y grasas para uso industrial, ceras; lubricantes; compuestos para absorber, rociar y asentar el polvo; combustibles y materiales de alumbrado; velas y mechas de iluminación.
Clase 5. Productos farmacéuticos, preparaciones para uso médico y veterinario; productos higiénicos y sanitarios para uso médico; alimentos y sustancias dietéticas para uso médico o veterinario, alimentos para bebés; suplementos alimenticios para personas o animales; emplastos, material para apósitos; material para empastes e impresiones dentales; desinfectantes; preparaciones para eliminar animales dañinos; fungicidas, herbicidas.
Clase 6. Metales comunes y sus aleaciones, menas; materiales de construcción y edificación metálicos; construcciones transportables metálicas; cables e hilos metálicos no eléctricos; pequeños artículos de ferretería metálicos; contenedores metálicos de almacenamiento y transporte; cajas de caudales.
Clase 7. Máquinas, máquinas herramientas y herramientas mecánicas; motores, excepto motores para vehículos terrestres; acoplamientos y elementos de transmisión, excepto para vehículos terrestres; instrumentos agrícolas que no sean herramientas de mano que funcionan manualmente; incubadoras de huevos; distribuidores automáticos.
Clase 8. Herramientas e instrumentos de mano que funcionan manualmente; artículos de cuchillería, tenedores y cucharas; armas blancas; maquinillas de afeitar.
Clase 9. Aparatos e instrumentos científicos, de investigación, de navegación, geodésicos, fotográficos, cinematográficos, audiovisuales, ópticos, de pesaje, de medición, de señalización, de detección, de pruebas, de inspección, de salvamento y de enseñanza; aparatos e instrumentos de conducción, distribución, transformación, acumulación, regulación o control de la distribución o del consumo de electricidad; aparatos e instrumentos de grabación, transmisión, reproducción o tratamiento de sonidos, imágenes o datos; soportes grabados o descargables, software, soportes de registro y almacenamiento digitales o análogos vírgenes; mecanismos para aparatos que funcionan con monedas; cajas registradoras, dispositivos de cálculo; ordenadores y periféricos de ordenador; trajes de buceo, máscaras de buceo, tapones para los oídos para buceo, pinzas nasales para submarinistas y nadadores, guantes de buceo, aparatos de respiración para la natación subacuática; extintores.
Clase 10. Aparatos e instrumentos quirúrgicos, médicos, odontológicos y veterinarios; miembros, ojos y dientes artificiales; artículos ortopédicos; material de sutura; dispositivos terapéuticos y de asistencia para personas con discapacidad; aparatos de masaje; aparatos, dispositivos y artículos de puericultura; aparatos, dispositivos y artículos para actividades sexuales.
Clase 11. Aparatos e instalaciones de alumbrado, calefacción, enfriamiento, producción de vapor, cocción, secado, ventilación y distribución de agua, así como instalaciones sanitarias.
Clase 12. Vehículos; aparatos de locomoción terrestre, aérea o acuática.
Clase 13. Armas de fuego; municiones y proyectiles; explosivos; fuegos artificiales.
Clase 14. Metales preciosos y sus aleaciones; artículos de joyería, piedras preciosas y semipreciosas; artículos de relojería e instrumentos cronométricos.
Clase 15. Instrumentos musicales; atriles para partituras y soportes para instrumentos musicales; batutas.
Clase 16. Papel y cartón; productos de imprenta; material de encuadernación; fotografías; artículos de papelería y artículos de oficina, excepto muebles; adhesivos (pegamentos) de papelería o para uso doméstico; material de dibujo y material para artistas; pinceles; material de instrucción y material didáctico; hojas, películas y bolsas de materias plásticas para embalar y empaquetar; caracteres de imprenta, clichés de imprenta.
Clase 17. Caucho, gutapercha, goma, amianto y mica en bruto o semielaborados, así como sucedáneos de estos materiales; materias plásticas y resinas en forma extrudida utilizadas en procesos de fabricación; materiales para calafatear, estopar y aislar; tuberías, tubos y mangueras flexibles no metálicos.
Clase 18. Cuero y cuero de imitación; pieles de animales; artículos de equipaje y bolsas de transporte; paraguas y sombrillas; bastones; fustas, arneses y artículos de guarnicionería; collares, correas y ropa para animales.
Clase 19. Materiales de construcción no metálicos; tuberías rígidas no metálicas para la construcción; asfalto, pez, alquitrán y betún; construcciones transportables no metálicas; monumentos no metálicos.
Clase 20. Muebles, espejos, marcos; contenedores no metálicos de almacenamiento o transporte; hueso, cuerno, ballena o nácar, en bruto o semielaborados; conchas; espuma de mar; ámbar amarillo.
Clase 21. Utensilios y recipientes para uso doméstico y culinario; utensilios de cocina y vajilla, excepto tenedores, cuchillos y cucharas; peines y esponjas; cepillos; materiales para fabricar cepillos; material de limpieza; vidrio en bruto o semielaborado, excepto vidrio de construcción; artículos de cristalería, porcelana y loza.
Clase 22. Cuerdas y cordeles; redes; tiendas de campaña y lonas; toldos de materias textiles o sintéticas; velas de navegación; sacos para el transporte y almacenamiento de mercancías a granel; materiales de acolchado y relleno, excepto papel, cartón, caucho o materias plásticas; materias textiles fibrosas en bruto y sus sucedáneos.
Clase 23. Hilados e hilos para uso textil.
Clase 24. Tejidos y sus sucedáneos; ropa de hogar; cortinas de materias textiles o de materias plásticas.
Clase 25. Prendas de vestir, calzado, artículos de sombrerería.
Clase 26. Encajes, cordones y bordados, así como cintas y lazos de mercería; botones, ganchos y ojetes, alfileres y agujas; flores artificiales; adornos para el cabello; cabello postizo.
Clase 27. Alfombras, felpudos, esteras y esterillas, linóleo y otros revestimientos de suelos; tapices murales que no sean de materias textiles.
Clase 28. Juegos y juguetes; aparatos de videojuegos; artículos de gimnasia y deporte; adornos para árboles de Navidad.
Clase 29. Carne, pescado, carne de ave y carne de caza; extractos de carne; frutas y verduras, hortalizas y legumbres en conserva, congeladas, secas y cocidas; jaleas, confituras, compotas; huevos; leche, quesos, mantequilla, yogur y otros productos lácteos; aceites y grasas para uso alimenticio.
Clase 30. Café, té, cacao y sus sucedáneos; arroz, pastas alimenticias y fideos; tapioca y sagú; harinas y preparaciones a base de cereales; pan, productos de pastelería y confitería; chocolate; helados cremosos, sorbetes y otros helados; azúcar, miel, jarabe de melaza; levadura, polvos de hornear; sal, productos para sazonar, especias, hierbas en conserva; vinagre, salsas y otros condimentos; hielo.
Clase 31. Productos agrícolas, acuícolas, hortícolas y forestales en bruto y sin procesar; granos y semillas en bruto o sin procesar; frutas y verduras, hortalizas y legumbres frescas, hierbas aromáticas frescas; plantas y flores naturales; bulbos, plantones y semillas para plantar; animales vivos; productos alimenticios y bebidas para animales; malta.
Clase 32. Cervezas; bebidas sin alcohol; aguas minerales y carbonatadas; bebidas a base de frutas y zumos de frutas; siropes y otras preparaciones para elaborar bebidas sin alcohol.
Clase 33. Bebidas alcohólicas, excepto cervezas; preparaciones alcohólicas para elaborar bebidas.
Clase 34. Tabaco y sucedáneos del tabaco; cigarrillos y puros; cigarrillos electrónicos y vaporizadores bucales para fumadores; artículos para fumadores; cerillas.
Servicios
Clase 35. Publicidad; gestión, organización y administración de negocios comerciales; trabajos de oficina.
Clase 36. Servicios financieros, monetarios y bancarios; servicios de seguros; servicios inmobiliarios.

Clase 37. Servicios de construcción; servicios de instalación y reparación; extracción minera, perforación de gas y de petróleo.
Clase 38. Servicios de telecomunicaciones.
Clase 39. Transporte; embalaje y almacenamiento de mercancías; organización de viajes.
Clase 40. Tratamiento de materiales; reciclaje de residuos y desechos; purificación del aire y tratamiento del agua; servicios de impresión; conservación de alimentos y bebidas.
Clase 41. Educación; formación; servicios de entretenimiento; actividades deportivas y culturales.
Clase 42. Servicios científicos y tecnológicos, así como servicios de investigación y diseño conexos; servicios de análisis industrial, investigación industrial y diseño industrial; control de calidad y servicios de autenticación; diseño y desarrollo de hardware y software.
Clase 43. Servicios de restauración (alimentación); hospedaje temporal.
Clase 44. Servicios médicos; servicios veterinarios; tratamientos de higiene y de belleza para personas o animales; servicios de agricultura, acuicultura, horticultura y silvicultura.
Clase 45. Servicios jurídicos; servicios de seguridad para la protección física de bienes materiales y personas; servicios de clubes de encuentro, servicios de redes sociales en línea; servicios funerarios; cuidado de niños a domicilio.